# Edouard Close
Edouard Nicolas Henri Charles Close (Verviers, 8 juli 1929 – Luik, 2 maart 2017) was een Belgisch politicus voor de PS.

## Levensloop
Close was meubelmaker van opleiding. Hij werkte vanaf het einde van de Tweede Wereldoorlog als bediende bij de Socialistische Mutualiteiten en bracht het er tot secretaris, in die hoedanigheid voerde hij studies naar sociale wetgeving en arbeidsbeleid. Als militant van de PSB werd hij secretaris-generaal en nationaal voorzitter van de Socialistische Jonge Wacht. In de jaren '50 werkte hij eveneens als editor bij het dagblad La Jeune Garde. Van 1965 tot 1971 was hij tevens de voorzitter van de Nationale Raad voor de Jeugd.
In 1958 werd hij verkozen tot gemeenteraadslid van Luik. Van 1968 tot 1974 zetelde Close tevens in de Kamer van volksvertegenwoordigers voor het arrondissement Luik, waarna hij van 1974 tot 1977 voor hetzelfde arrondissement in de Belgische Senaat zetelde als rechtstreeks gekozen senator. In de Senaat was hij fractievoorzitter van de Waalse senatoren binnen de socialistische fractie. Van 1971 tot 1975 zetelde hij tevens in de Gewestelijke Economische Raad van Wallonië en door de toen bestaande parlementaire dubbelmandaten maakte hij eveneens deel uit van de Cultuurraad voor de Franse Cultuurgemeenschap (1971-1977) en de voorlopige Waalse Gewestraad (1974-1977).
Van 1971 tot 1972 was Close in Luik schepen van Openbaar Onderwijs. Hij nam ontslag uit deze functie toen hij begin 1972 staatssecretaris voor Waalse Streekeconomie werd in de Regering-G. Eyskens V. In de daaropvolgende regering-Leburton was hij van 1973 tot 1974 minister van Binnenlandse Zaken. In dit ambt probeerde hij vooruitgang te maken in het moeilijke dossier van de grootschalige gemeentefusies, maar zijn plan werd verworpen. Na het einde van zijn ministerschap was hij van 1974 tot 1976 voorzitter van de commissie Binnenlandse Zaken in de Senaat, waar hij dit dossier verder opvolgde. Ook was Edouard Close van 1974 tot 1976 opnieuw schepen in Luik, ditmaal bevoegd voor Sociale Zaken. 
Hij werd begin 1977 de eerste burgemeester van Luik na de fusie van de stad met acht randgemeenten en nam hierdoor ontslag uit zijn nationale politieke mandaten. Onder zijn burgemeesterschap kwam het Luikse stadsbestuur in een diepe financiële put terecht.
Close werd in juni 1990 in beschuldiging gesteld in een financieel schandaal rond parkeerautomaten en stedelijk vastgoed waarna hij in november zijn domicilie verlegde naar Aubel, waardoor hij zijn functie als burgemeester feitelijk neerlegde. In 1991 werd hij als burgemeester opgevolgd door Henri Schlitz. Close werd in juli 1992 in de zaakveroordeeld tot 28 maanden gevangenisstraf met uitstel, waardoor zijn politieke carrière definitief werd beëindigd.